# カプリエ
カプリエ（伊: Caprie）は、イタリア共和国ピエモンテ州トリノ県にある、人口約2,100人の基礎自治体（コムーネ）。

## 地理

### 位置・広がり

#### 隣接コムーネ
隣接するコムーネは以下の通り。
- キウーザ・ディ・サン・ミケーレ
- コンドーヴェ
- ルビアーナ
- サンタンブロージョ・ディ・トリーノ
- ヴィッラール・ドーラ

## 行政

### 分離集落
カプリエには、以下の分離集落（フラツィオーネ）がある。
- Celle, Novaretto, Campambiardo, Peroldrado